# Matt Lagos
Matt Edison Lagos Sen (Concepción, Chile, 7 de noviembre de 1995) es un futbolista chileno. Se desempeña como Mediocampista y actualmente juega  en Club Deportivo Chiguayante sur de ANFA chiguayante 

## Trayectoria
Jugador formado en las inferiores de Club Social y de Deportes Concepción, en donde haría su debut profesional un 8 de diciembre de 2013 frente a Deportes Copiapó en el Estadio Luis Valenzuela Hermosilla. En Deportes Concepción jugaría profesionalmente 7 partidos. Luego es cedido a Deportes Lota Schwager donde tendría una destacada participación jugando en 41 partidos oficiales y anotando 3 goles. El 2017 jugaría la temporada de transición en Deportes Naval en donde tendría apenas 10 partidos oficiales y sin ninguna anotación.
Luego de su paso por Región del Biobío llegaría a Unión San Felipe equipo de la ciudad de San Felipe en la Región de Valparaíso. En dicho club participaría en 2 temporadas y jugaría en 24 partidos.

### Deportes Copiapó
El 9 de marzo del 2021, Deportes Copiapó anunció el fichaje de Lagos para enfrentar los campeonatos de Primera B de Chile y la Copa Chile.
El sábado 3 de abril hizo su debut en el Campeonato Nacional Ascenso Betsson 2021 enfrentándose a Deportes Puerto Montt en el Estadio Regional de Chinquihue, ingresando al campo en el inicio del partido con el dorsal 17, y siendo sustituido en el minuto 46´ en la derrota por 2-0.

### San luis de Quillota
El día 3 de julio de 2022 es anunciado como nuevo jugador de San Luis de Quillota.

## Estadísticas
| Club                        | Div.          | Temporada     | Liga  | Liga  | Copas nacionales | Copas nacionales | Torneos internacionales | Torneos internacionales | Total | Total |
| Club                        | Div.          | Temporada     | Part. | Goles | Part.            | Goles            | Part.                   | Goles                   | Part. | Goles |
| --------------------------- | ------------- | ------------- | ----- | ----- | ---------------- | ---------------- | ----------------------- | ----------------------- | ----- | ----- |
| Deportes Concepción · Chile | 1.ªB          | 2013-14       | 2     | 0     | —                | —                | —                       | —                       | 2     | 0     |
| Deportes Concepción · Chile | 1.ªB          | 2014-15       | 1     | 0     | 4                | 0                | —                       | —                       | 5     | 0     |
| Deportes Concepción · Chile | Total club    | Total club    | 3     | 0     | 4                | 0                | 0                       | 0                       | 7     | 0     |
| Lota Schwager · Chile       | 2.ª           | 2015-16       | 18    | 1     | —                | —                | —                       | —                       | 18    | 1     |
| Lota Schwager · Chile       | 2.ª           | 2016-17       | 23    | 2     | —                | —                | —                       | —                       | 23    | 2     |
| Lota Schwager · Chile       | Total club    | Total club    | 41    | 3     | 0                | 0                | 0                       | 0                       | 41    | 3     |
| Deportes Naval · Chile      | 2.ª           | 2017          | 10    | 0     | —                | —                | —                       | —                       | 10    | 0     |
| Deportes Naval · Chile      | Total club    | Total club    | 10    | 0     | 0                | 0                | 0                       | 0                       | 10    | 0     |
| Unión San Felipe · Chile    | 2.ª           | 2019          | 17    | 0     | 1                | 0                | —                       | —                       | 18    | 0     |
| Unión San Felipe · Chile    | 2.ª           | 2020          | 16    | 0     | —                | —                | —                       | —                       | 16    | 0     |
| Unión San Felipe · Chile    | Total club    | Total club    | 23    | 0     | 1                | 0                | 0                       | 0                       | 24    | 0     |
| Deportes Copiapó · Chile    | 2.ª           | 2021          | 1     | 0     | 1                | 0                | —                       | —                       | 2     | 0     |
| Deportes Copiapó · Chile    | 2.ª           | 2022          | 0     | 0     | 0                | 0                | 0                       | 0                       | 0     | 0     |
| Deportes Copiapó · Chile    | Total club    | Total club    | 1     | 0     | 1                | 0                | 0                       | 0                       | 2     | 0     |
| Total carrera               | Total carrera | Total carrera | 78    | 3     | 6                | 0                | 0                       | 0                       | 84    | 3     |
| 1. 2.                       |               |               |       |       |                  |                  |                         |                         |       |       |